# Pereni, Hîncești
Pereni este un sat situat în partea de vest a Republicii Moldova, în raionul Hîncești. Aparține administrativ de comuna Pașcani.

## Etimologie
Numele localității provine de la pluralul cuvântului „păr” - copac fructifer (din lat. pirus)

## Istorie
Satul Pereni apare înscris pentru prima dată în anul 1521:
„7029 <1521> Iunie 14>. Suret de pe ispisocul lui Ștefan voievod, domn al Țării Moldovei, scris de Oanța, în Suceava.

Înștiințare facem pren această carte a noastră, tuturor cui vor căuta asupra ei sau o vor auzi citindu-o, precum au venit înainte noastră și înainte tuturor boierilor noștri a Moldovei, slugile noastre, Bratul, ficiorul Giurgii și verii lui, Balș și fratele sau Buda și sora lor Ileana, fiei Anii și nepoata lor Negșa, fata Anei și verele lor, Mara și Stanca și Cerna, fetele [lipsă a unui rând] Anușca și Irina, fetele Andrușcăi Hârlau, toți nepoții [lipsă a unui rând] de buna voia lor, de nimeni siliți, nici asupriți, s'au împărțit dreapta ocina lor, din drept uricul lor și din ispisocul ci l-au avut moșul lor, Petre [lipsă a unui rând] dela Alexandru vodă, un sat pe Lăpușna, la Păr, anume Perenii ... .

...

Iar spre mai mare tărie și întărirea tuturor acestora de mai sus scrisa, am poruncit credincios boierului nostru, lui Trotușan logofăt, să scrie și către adevărata carte noastră această pecete noastră să lege.”

## Demografie

### Structura etnică
Structura etnică a localității conform recensământului populației din 2004:
| Grup etnic                                               | Populație | % Procentaj  |
| -------------------------------------------------------- | --------- | ------------ |
| Băștinași declarați Moldoveni Băștinași declarați Români | 1312 11   | 98,57% 0,83% |
| Ucraineni                                                | 3         | 0,23%        |
| Ruși                                                     | 3         | 0,23%        |
| Țigani                                                   | 2         | 0,15%        |
| Total                                                    | 1331      |              |